# Орлов, Дмитрий Анатольевич
Дми́трий Анато́льевич Орло́в (род. 7 октября 1971, Москва, РСФСР, СССР) — российский киноактёр, кинорежиссёр, сценарист, продюсер, телеведущий.

## Биография
Родился в семье Анатолия Сборца и Татьяны Сборец, родители были служащими. Учился в школе 123 эстетического воспитания у В. Спесивцева. При выборе театрального института решил поступать в школу-студию МХАТ, занимался на подготовительных курсах, поступил в школу-студию к Л. К. Дурову, но через год учёбы пришёл к выводу, что учёба его не удовлетворяет и перевёлся во ВГИК к М. Глузскому. По личным связям учился также у А. Баталова, которому считает себя обязанным своим актёрским мастерством.
В 1996 году окончил актёрский факультет ВГИКа. 
В фильме «Московский фейерверк» выступил сразу в нескольких ипостасях: режиссёр, сценарист, продюсер.

### Телеведущий
С 4 мая по 31 августа 2012 года — соведущий телепередачи «Первого канала» «Между нами, девочками».

### Личная жизнь
Был женат на актрисе Ирине Пеговой, развелись в 2011 году. Дочь Татьяна (род. 27 января 2006).
Был женат на Натали Бражник.

## Фильмография

### Актёрские работы
- 2000 — Брат 2 — бандит
- 2001 — Сёстры — Александр Палыч, милиционер
- 2003 — Небо. Самолёт. Девушка. — Георгий
- 2003 — Француз — милиционер
- 2003 — Зачем тебе алиби? — Женя
- 2003 — Ищу невесту без приданого — Саша Соколов, московский бизнесмен
- 2003 — Инструктор — Марчелло
- 2004 — Надежда уходит последней — Виктор Воскресенский, муж Надежды
- 2005 — Голова классика — Василий Полутанцев
- 2005 — Первый после Бога — капитан Маринин
- 2005 — Присяжный поверенный — главная роль
- 2005 — С Новым годом, папа! — Дима, работник театра
- 2005 — Стая — Антон, бывший спецназовец, а ныне сотрудник банка
- 2006 — Чартер — врач
- 2007 — Моя мама — Снегурочка (Украина, Россия) — Анатолий Петрович
- 2007 — Путевой обходчик — Гром
- 2007 — Слуга Государев — эпизод
- 2008 — Воротилы — Дмитрий Алексеевич Калинин, «Танк»
- 2008 — Воротилы. Быть вместе — Дмитрий Алексеевич Калинин, «Танк»
- 2008 — Морской патруль — капитан Дмитрий Мельников
- 2008 — Пока мы живы (Беларусь) — Корней Окунев
- 2009 — Морской патруль 2 — капитан Дмитрий Мельников
- 2009 — Сёмин — Антон Чумаков, приёмный сын Сёмина, опер
- 2009 — Я вернусь — Уткин, комсомольский деятель
- 2010 — Закон обратного волшебства — Илья Решетников
- 2010 — Катино счастье — Степан
- 2010 — Солнечное затмение — Саша
- 2010 — Шахта. Взорванная любовь — Артём, спасатель
- 2011 — Только ты — Аркадий, помощник Сергея Беглова
- 2011 — Сделано в СССР —  инвалид ангольской войны
- 2011 — Доставить любой ценой — главный герой, беглый зэк Сева
- 2011 — Одиночки — Егор (Жорик) (главная роль)
- 2011 — Дело Крапивиных — отец Гавриила
- 2012 — У Бога свои планы — Антон Ордынцев
- 2012 — Защитница — заключённый Иван
- 2012 — Без свидетелей — Александр Корнеев
- 2012 — Мамочка моя — Пётр
- 2012 — Дружба особого назначения — Виктор Каминцев, снайпер спецподразделения ФСБ
- 2012 — Контакт — Виктор
- 2013 — Метро — видеооператор Сергей
- 2013 — Бабий бунт, или Война в Новосёлково
- 2013 — Зимний вальс — Владимир
- 2013 — Редкая группа крови (7, 8-я серии) — Андрей (главная роль)
- 2014 — Сердце ангела — Михаил Юрьевич Корнеев, сотрудник УСБ
- 2015 — Ненавижу и люблю — Сергей, муж Вики (главная роль)
- 2015 — Фамильные ценности — Олег
- 2017 — Благие намерения — Семён Фирсов (сын Фирсова-старшего)
- 2018 — Чужая кровь — Огарёв, полковник
- 2021 — Всё как у людей — Игорь Ардов, полковник полиции
- 2022 — Тверская — Арбузов

### Режиссёрские работы
- 2006 — Чартер
- 2006 — Золото Кольджата
- 2007 — Дочь генерала (Татьяна)
- 2009 — Московский фейерверк

### Сценарные работы
- 2009 — Московский фейерверк

### Продюсерские работы
- 2009 — Московский фейерверк

## Призы и награды
- За работу в картине «Сёстры» Дмитрий Орлов был отмечен премией фестиваля «Созвездие» за лучшую эпизодическую роль.